# Панџапци
Панџапци су индоаријска етничка група која живи у јужној Азији. Њихова провинција Панџаб је била дом неких од најстаријих цивилизација на свету. Темељ панџапског идентитета је првенствено лингвистичке природе, па се Панџапцима сматрају они људи којима је панџапски језик, који припада индоаријској језичној породици, матерњи. Међутим. у последње време се панџапски национални осећај проширио и међу емигрантима панџапског порекла који одржавају панџапске културне обичаје, иако више не говоре панџапским језиком.
Панџапци углавном живе у панџапским областима Пакистана и Северне Индије. У Пакистану Панџапци (Западни Панџапци) чине највећу етничку групу (око 44% укупног становништва) и углавном живе у провинцији Панџаб. У Индији Панџапци живе у широкој области Панџаба који чине државе Панџаб, Харијана, Хималски Прадеш, Делхи те Униска територија Чандигарх. Осим ових области, бројне панџапске заједнице се могу наћи у областима Џаму и Џаму и Кашмир те државама Раџастан, Утаранчал и Утар Прадеш. 
Такође постоји и велики број панџапских емигрантских заједница раширених по свету, посебно у Британији, Канади, САД, Кенији, Танзанији, Уганди, земљама Персијског залива, Хонгконгу, Малезији, Сингапуру, Аустралији и Новом Зеланду.
Панџапси су етничком, лингвистичком и културном смислу сродни другим индоаријским народима јужне Азије. Процењује се да данас има око 120 милиона Панџабаца широм света.